# Serie A 2012 (canoa polo femminile)
La Serie A femminile 2012 è stata la 14ª edizione del Campionato italiano femminile di canoa polo, organizzato dalla FICK.
È stato vinto dal per l'8ª volta dal Circolo Nautico Posillipo, che ha battuto in finale la Polisportiva Canottieri Catania. Rispetto all'anno precedente si sono aggiunte due squadre, KST Siracusa e Pol. Aci Trezza, che hanno sostituito le disciolte A.d.F. Torino ed S.C. Ichnusa, mantenendo il numero complessivo di squadre a 7.

## Squadre partecipanti
| Club                            | Città              |
| ------------------------------- | ------------------ |
| Circolo Nautico Posillipo       | Napoli             |
| Canoa Club Bologna              | Anzola dell'Emilia |
| Polisportiva Canottieri Catania | Catania            |
| Polisportiva Nautica Katana     | Catania            |
| Gruppo Sportivo Catania         | Catania            |
| KST 2001 Siracusa               | Siracusa           |
| Polisportiva Aci Trezza         | Aci Trezza         |

## Stagione regolare
Gli incontri si sono svolti nelle seguenti giornate:
- 28/29 aprile: Siracusa
- 9/10 giugno: Bologna

|  |    | Classifica 2012             | Pti | G  | V  | N | P  | GF  | GS  | DR   |
|  | -- | --------------------------- | --- | -- | -- | - | -- | --- | --- | ---- |
|  | 1. | Pol. Can. Catania           | 33  | 12 | 11 | 0 | 1  | 142 | 14  | 128  |
|  | 2. | Circolo Nautico Posillipo   | 33  | 12 | 11 | 0 | 1  | 94  | 24  | 70   |
|  | 3. | Canoa Club Bologna          | 21  | 12 | 7  | 0 | 5  | 86  | 47  | 39   |
|  | 4. | Gruppo Sportivo Catania     | 21  | 12 | 7  | 0 | 5  | 88  | 62  | 26   |
|  | 5. | KST 2001 Siracusa           | 7   | 12 | 2  | 1 | 9  | 24  | 120 | -96  |
|  | 6. | Polisportiva Aci Trezza     | 4   | 12 | 1  | 1 | 10 | 10  | 128 | -118 |
|  | 7. | Polisportiva Nautica Katana | 0   | 12 | 2  | 0 | 10 | 24  | 73  | 49   |

Il Katana non si è presentato alla giornata di ritorno e perciò, oltre a perdere a tavolino tutte le partite che avrebbe dovuto giocare a Bologna ha subito una penalizzazione di 6 punti (1 per ogni partita non giocata).

## Play-off scudetto
I play-off scudetto si sono tenuti a Siracusa nei giorni 21/22 luglio.

### Semifinali
- Nelle semifinali PC Catania e CN Posillipo hanno eliminato CC Bologna e GS Catania.

### Finali
- 3°/4°: GS Catania - CC Bologna 9-6
- 1°/2°: CN Posillipo - PC Catania 8-3

## Vincitore
| Campione d'Italia 2012                |
| ------------------------------------- |
| Circolo Nautico Posillipo (8º titolo) |